# Antunović
Antunović je lahko: 
- Ivan Antunović, hrvaški župnik in narodni delavec
- Kristofor Nikolin Antunović, hrvaški slikar
- Risto Antunović, srbski častnik in politik
- Valerijan Antunović, hrvaški skladatelj in dirigent
- Željka Antunović, hrvaška političarka